# 몽파르나스 묘지

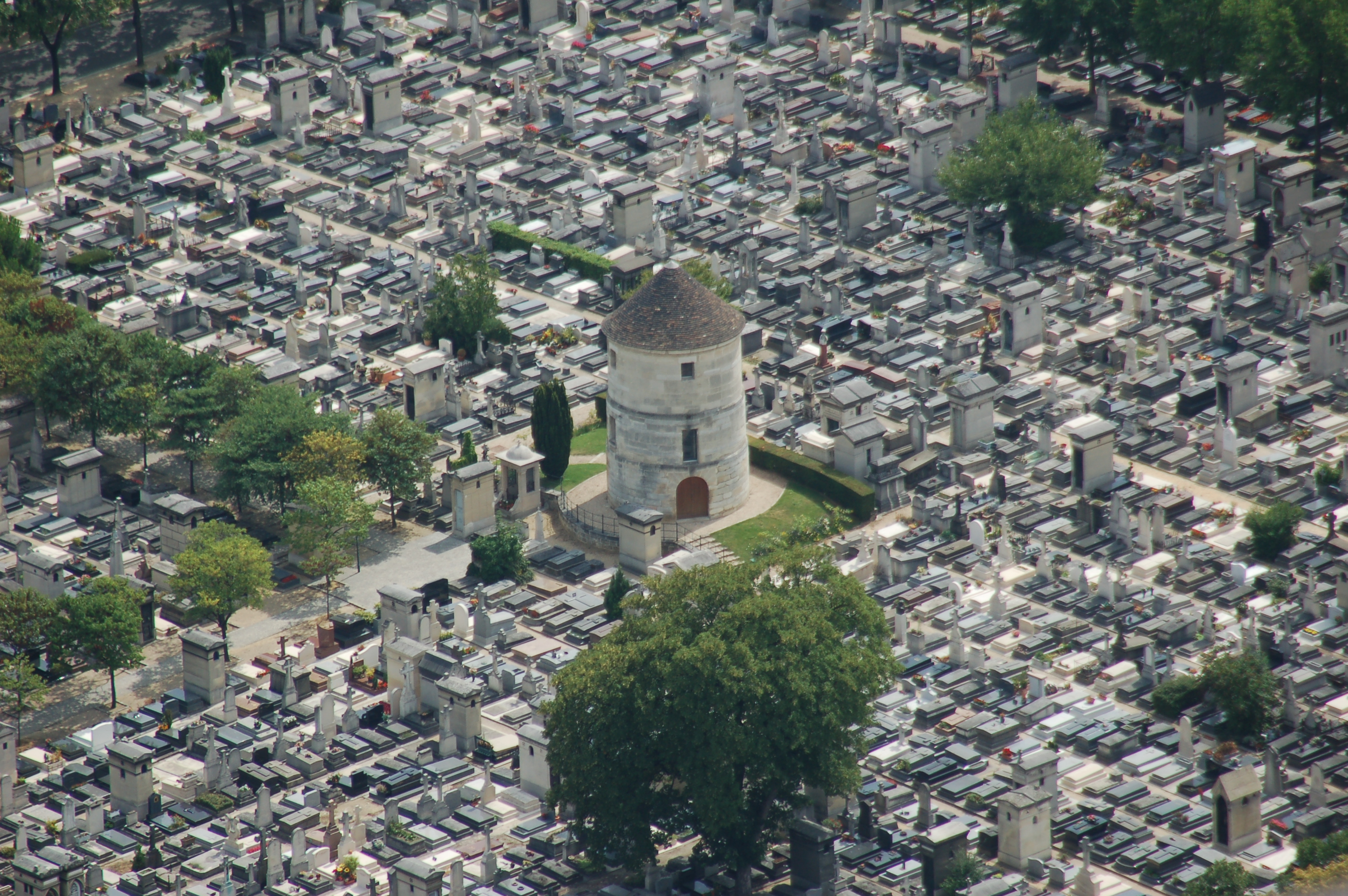
몽파르나스 묘지 전경

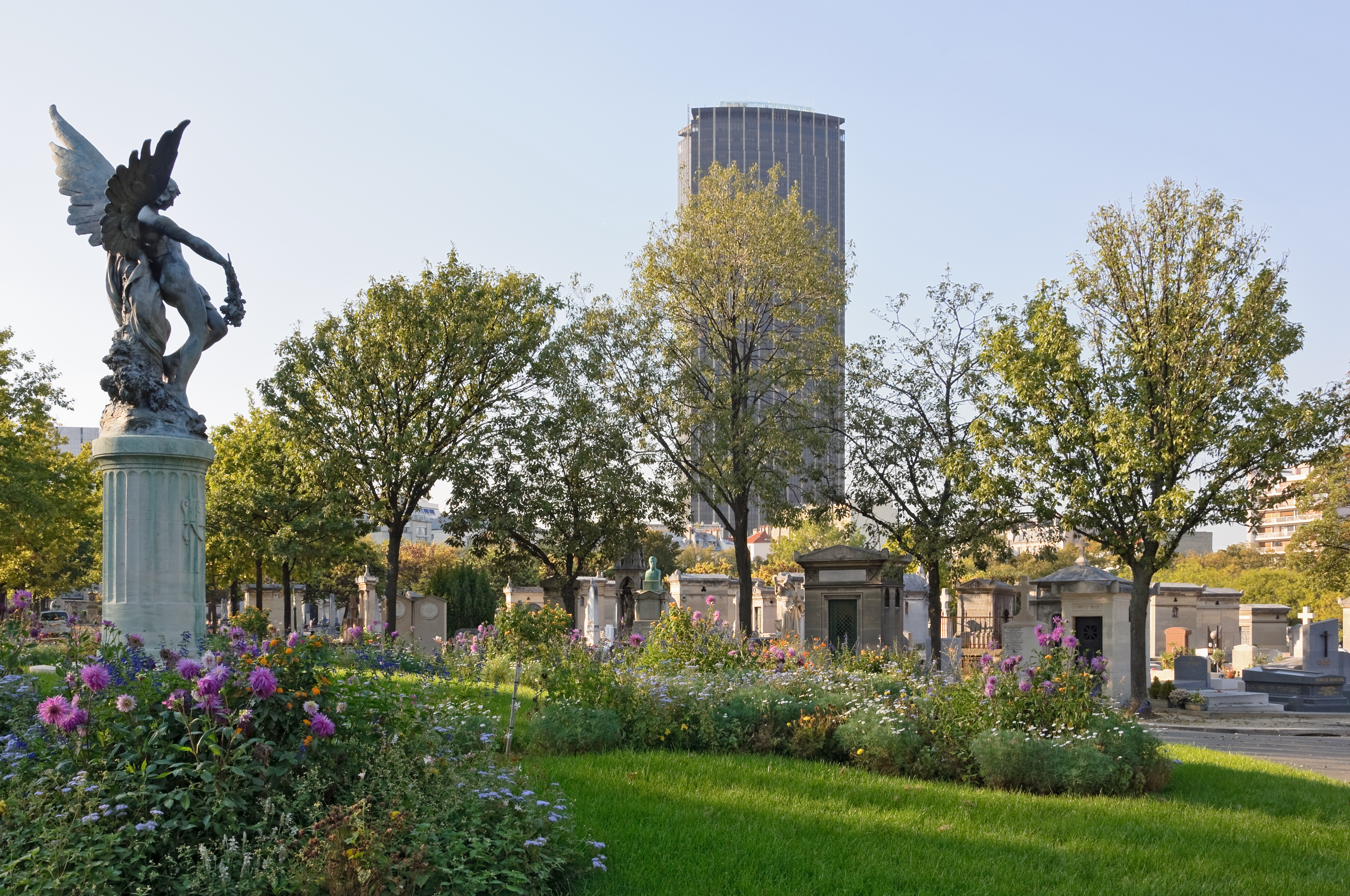
호레스 다일온의 청동상이 있는 중앙 원형 교차로, 1889년

몽파르나스 묘지(프랑스어: Cimetière du Montparnasse 심티에르 뒤 몽파르나스[*])는 파리 14구역 몽파르나스에 있는 묘지이다. 페르 라셰즈 묘지와 몽마르트르 묘지와 더불어서 파리에서 가장 큰 묘지 3개 중에 하나이다.

## 갤러리

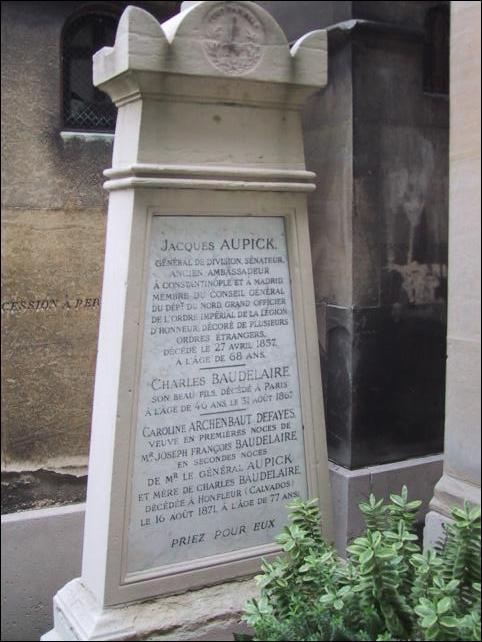
샤를 보들레르의 무덤
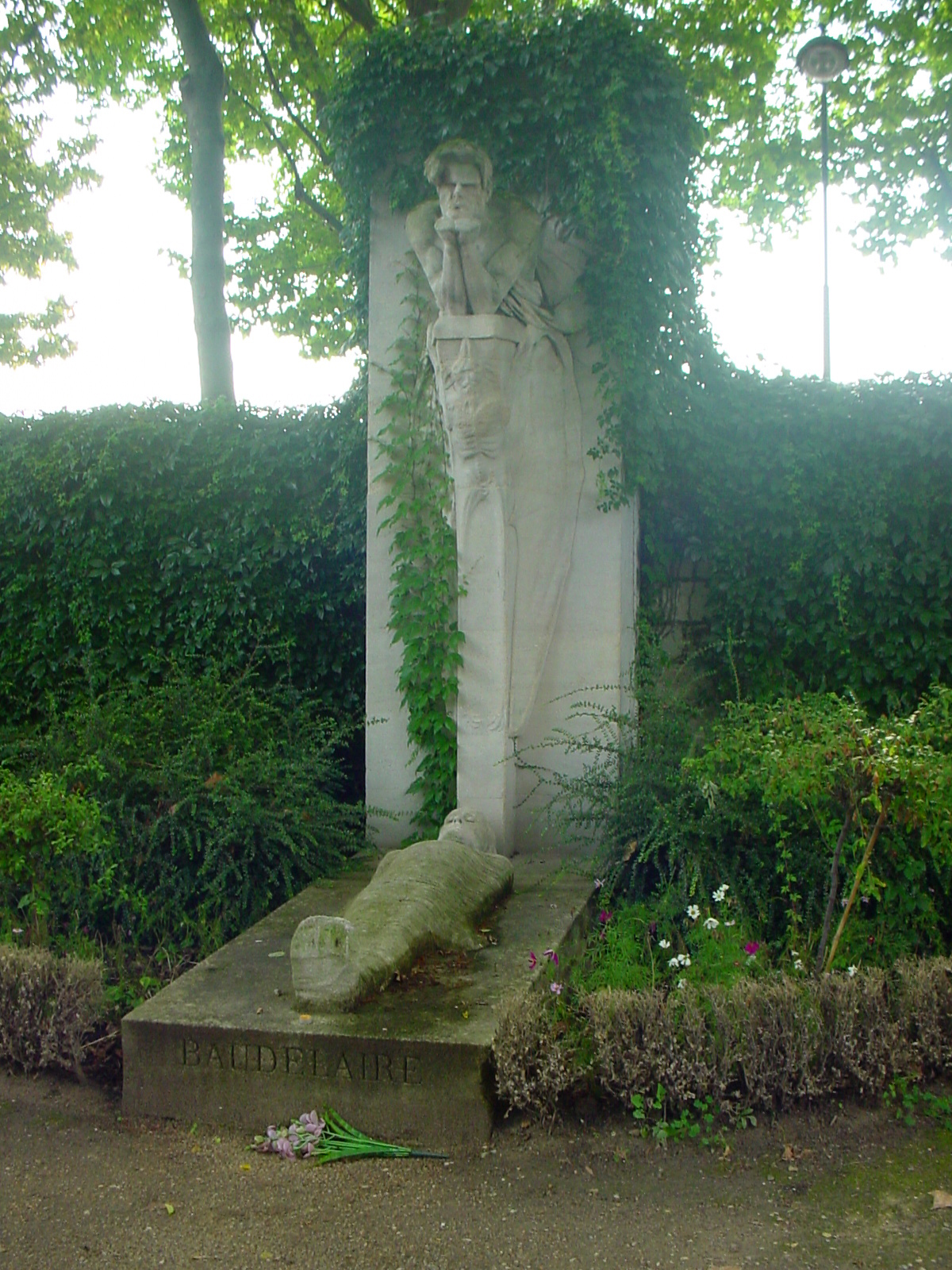
샤를 보들레르 기념비
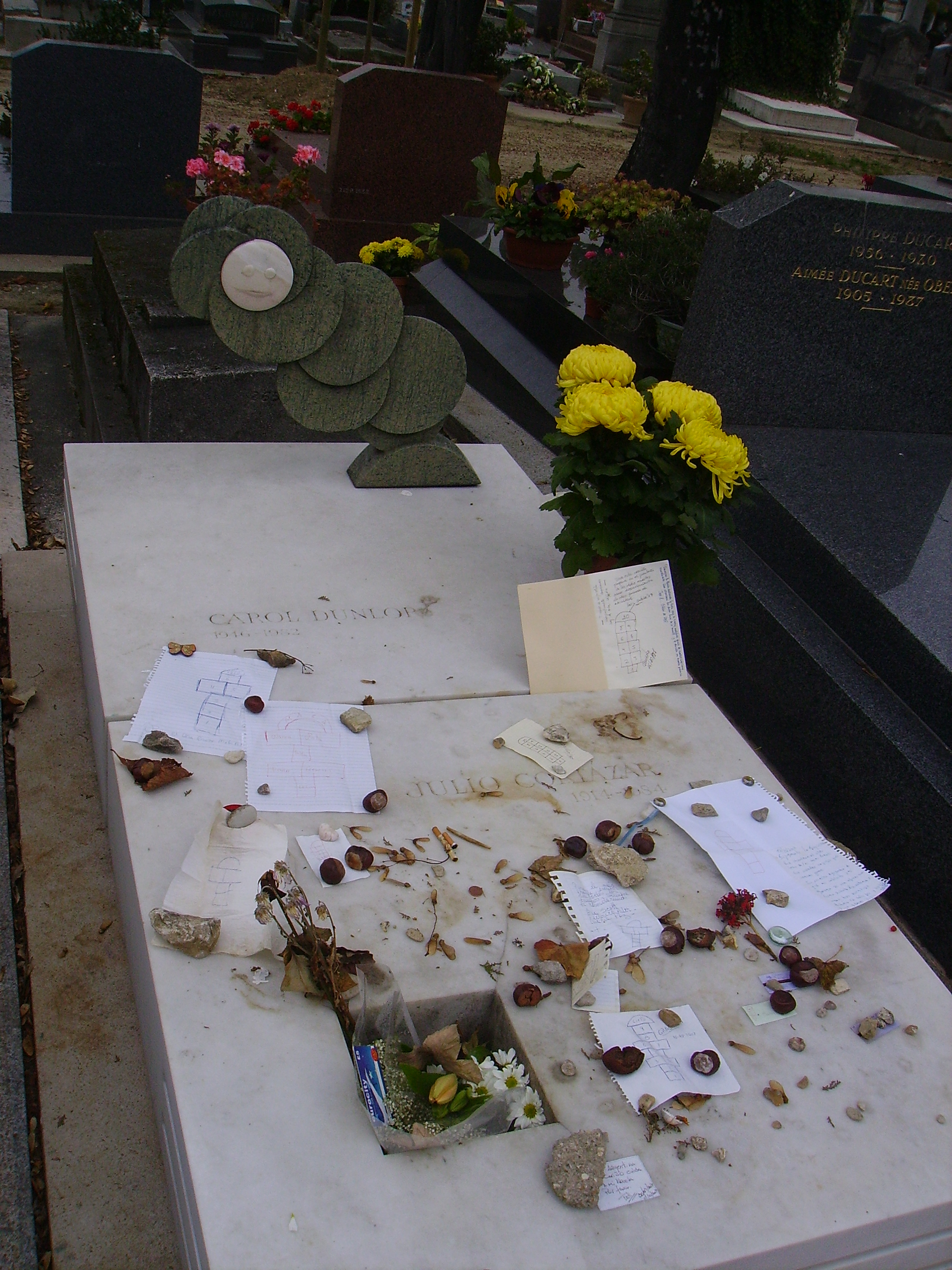
훌리오 코르타사르의 무덤.
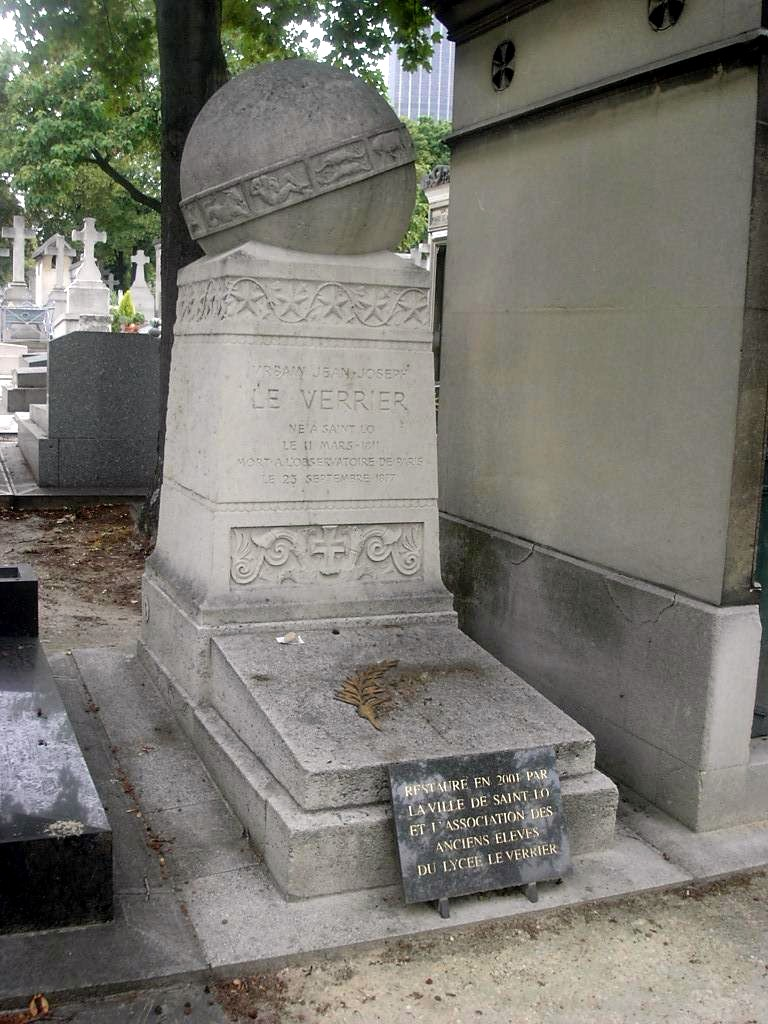
위르뱅 르베리에의 무덤
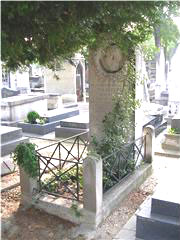
프랑스와 포퀘빌레의 무덤
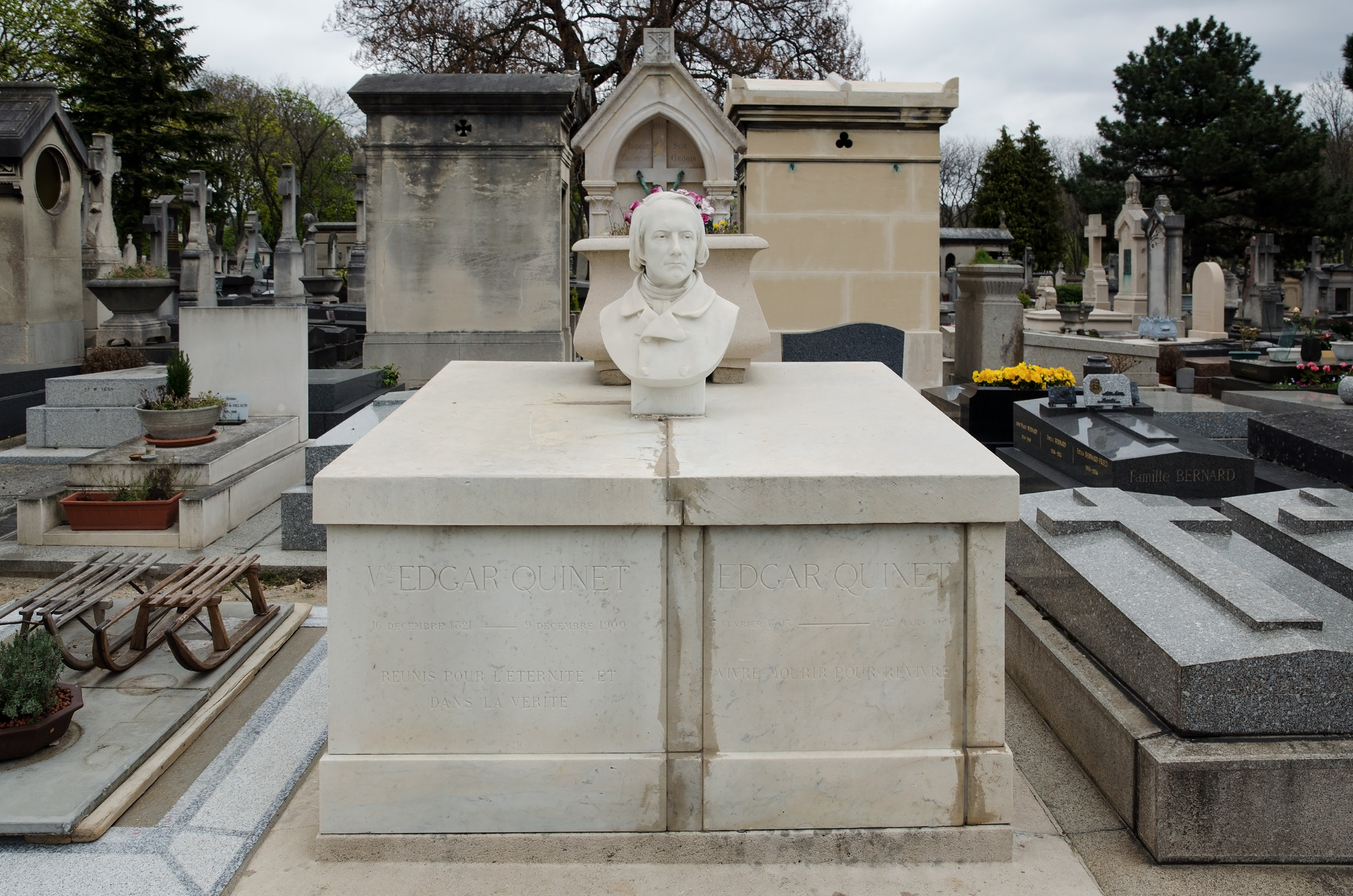
에드가 퀴네트의 무덤
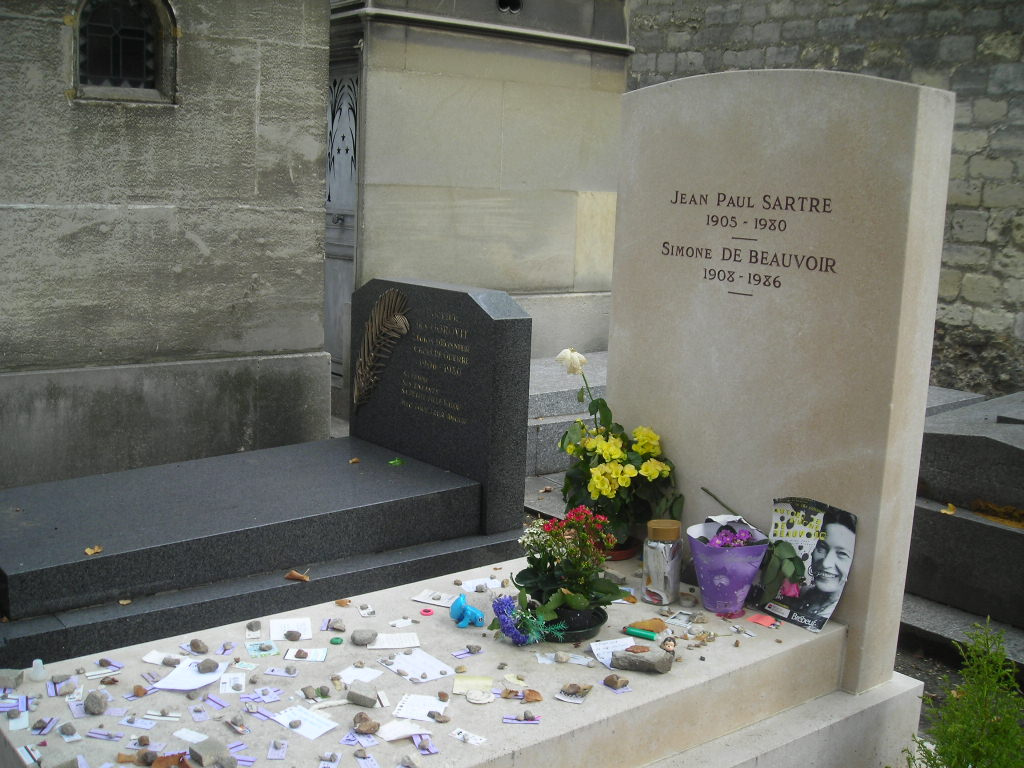
장폴 사르트르의 무덤과 시몬 드 보부아르의 무덤
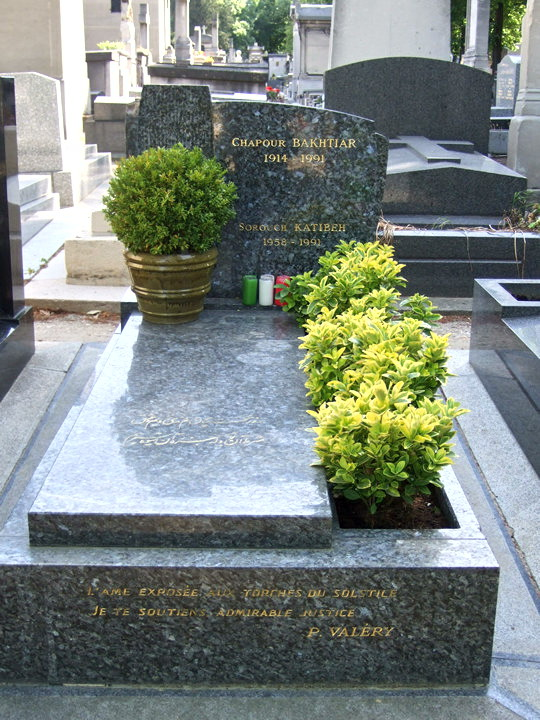
샤푸르 바크티아르의 무덤

## 같이 보기
- 페르 라셰즈 묘지: 1차 세계대전 기념지, 오스카 와일드
- 몽마르트르 묘지: 예술가, 음악가